# Polla menuda
La polla menuda (Paragallinula angulata) és una espècie d'ocell de la família dels ràl·lids (Rallidae) i única espècie del monotípic gènere Paragallinula Sangster, Garcia-R et Trewick, 2015. Era inclòs al gènere Gallinula fins fa poc temps.

## Hàbitat i distribució
Habita pantans i camps negats de la major part de l'Àfrica subsahariana.
A Catalunya només s'ha vist una vegada, el gener de 2020 prop d'Olot (Garrotxa), després del pas del temporal Gloria.